# Tom Paxal
Tom Roger Paxal, född 23 september 1947 i Helsingfors, är en finlandssvensk författare, bosatt i Borgå. Paxal har vid sidan av sitt författarskap arbetat bland annat som lärare.

## Dramatik
- Ekollon (1977–78)
- Livstycken (1979)
- Break (1981)
- Lyckosmederna (1992)
- Vårt Fagerby (1993)
- Den brinnande båten 1996
- I do not gåva from himlen (1998)
- Lösensumman (2000)